# Hertigdömet Benevento
Hertigdömet Benevento var en historisk italiensk monarki i södra Italien mellan 577 och 774. Det utkristalliserades ur Lombardiska kungariket och Bysantinska riket, och var ursprunget till furstendömet Benevento.